# 血漿タンパク質
血漿タンパク質（けっしょうタンパクしつ）とは、血漿の約7%を占めるタンパク質のことである。血漿タンパク質はアルブミン、グロブリン、フィブリノゲンの3種類に大別される。この項では血漿タンパク質の重要な役割について述べる。

## 膠質浸透圧
血漿タンパク質は毛細血管壁を透過しないため、膠質浸透圧（膠質は、半透膜を透過しないほど質量が大きな粒子として存在している状態）を発生し、毛細血管領域における水の濾過量の決定要因として重要である。浸透圧の高いほうへ水が移動するからである。膠質浸透圧の発生には、アルブミンが最も重要である。

## 抗体としての役割
グロブリンのうち、γ（ガンマ）グロブリンとよばれる分画は、免疫グロブリン（めんえき-、immunoglobulin）ともよばれ、リンパ球によって産生される抗体である。免疫グロブリンには、IgG、IgA、IgM、IgD、IgEの5種類がある。

## 血液凝固
血管が損傷して血液が流出すると、出血を止めるべく血管と血液に変化が生じる。
第1段階では、血小板が凝集して血小板血栓が形成され、一時的な止血を行う。つづく第2段階でフィブリノゲンがフィブリンに変化し、血小板血栓を包み込んで補強する。